# Rywałd (gromada w powiecie wąbrzeskim)
Rywałd – dawna gromada, czyli najmniejsza jednostka podziału terytorialnego Polskiej Rzeczypospolitej Ludowej w latach 1954–1972.
Gromady, z gromadzkimi radami narodowymi (GRN) jako organami władzy najniższego stopnia na wsi, funkcjonowały od reformy reorganizującej administrację wiejską przeprowadzonej jesienią 1954 do momentu ich zniesienia z dniem 1 stycznia 1973, tym samym wypierając organizację gminną w latach 1954–1972.
Gromadę Rywałd z siedzibą GRN w Rywałdzie utworzono – jako jedną z 8759 gromad na obszarze Polski – w powiecie grudziądzkim w woj. bydgoskim, na mocy uchwały nr 24/6 WRN w Bydgoszczy z dnia 5 października 1954. W skład jednostki weszły obszary dotychczasowych gromad Gołębiewo i Rywałd oraz wieś Blizienko z dotychczasowej gromady Blizno ze zniesionej gminy Radzyn w tymże powiecie. Dla gromady ustalono 23 członków gromadzkiej rady narodowej.
1 stycznia 1956 gromadę włączono do powiatu wąbrzeskiego w tymże województwie.
31 grudnia 1961 do gromady Rywałd włączono wieś Blizno z gromady Świecie n/Osą w powiecie grudziądzkim w tymże województwie.
Gromadę zniesiono 1 stycznia 1969, a jej obszar włączono do gromad Fijewo (sołectwa Rywałd, Stara Ruda, Gołębiewo i Czeczewo) i Książki (sołectwa Blizno i Blizienko) w tymże powiecie.